# Čista ljubav
Čista ljubav (deutsch Reine Liebe) ist eine kroatische Telenovela. 

## Serie
Die Dreharbeiten der Fernsehserie begannen am 19. Juni 2017 und die Ausstrahlung im September 2017 auf Nova TV. Geplant sind insgesamt 160 Episoden. Drehbuchautorin ist die Kroatin Nataša Buljan. Das Protagonistenpaar Sonja und Tomo wird von der noch recht unbekannten Schauspielerin Tara Rosandić und der bereits aus anderen Telenovelas bekannte Ivan Herceg. Weitere in Kroatien sehr bekannte Darsteller sind Ksenija Pajić, Sanja Vejnović, Nives Celzijus und Ljubomir Kerekeš. Der gleichnamige Titelsong stammt vom kroatischen Komponisten und Sänger Boris Novković.

## Inhalt
Die Serie beginnt mit einer Rückblende, in der gezeigt wird, wie die beiden Kinder Branka und Tomo Vitez ihre Eltern durch einen Autounfall verlieren und zu Waisen werden. 25 Jahre später lebt Tomo als alleinerziehender Vater mit seiner kleinen Tochter Maša in Zagreb. Er wurde von seiner Ehefrau verlassen, nachdem sie ins Ausland ging, um dort einen Job anzunehmen und sich in ihren wohlhabenden Chef verliebte. Die beiden wollen die Großstadt hinter sich lassen und in Tomos Heimat, die Kleinstadt Vrhovac zu Branka ziehen. 
Am Bahnhof begegnet Tomo einer jungen attraktiven Frau. Dabei handelt es sich um Sonja Lončar, welche mit ihrer Mutter Jasna ebenfalls die Stadt verlässt. Sonja ist mit dem einflussreichen Geschäftsmann Ranko Novak liiert. Doch sie weiß nicht, dass er ein falsches Spiel mit ihr treibt. Denn Ranko ist, anders als er es vorgibt, skrupellos unterwegs. Er betrügt Sonja sogar mit einer anderen Frau namens Snježana. Diese will eine feste Beziehung, doch Ranko hat nur im Kopf Sonja zu heiraten. 
Als Sonja ihren Verlobungsring verliert, findet ihn ausgerechnet Tomo wieder und so begegnen sich die beiden wieder. Zudem kennen sich Tomo und Ranko aus ihrer Kindheit im Waisenhaus. Eine weitere gute Bekannte von Tomo und Branka ist die reiche Frau Edita Leskovar. Edita hatte lange Zeit eine Affäre mit dem Vater der beiden Kinder und wurde sogar schwanger von diesem. Jedoch setzte sie das Kind vor einem Dom aus. Nachdem Edita für Tomo und Branka immer mehr eine Art Ersatzmutter wurde, wurde Ranko eifersüchtig. Jedoch ahnt keiner, dass er Editas ausgesetzter Sohn und damit Tomos und Brankas Halbbruder ist.
Auch Sonja muss schwere Schicksale in der Familie mit sich tragen. Ihre Mutter Jasna leidet an Depression, weshalb sie oft kraftlos und verwirrt umherstreift. Sonja hat außerdem ihren Bruder Vlado und ihren Vater Milan, welcher Rankos Buchhalter ist. Jeder in der Familie drängt sie, aus unterschiedlichen Gründen, dazu, Ranko zu heiraten. Sonja hat keine andere Wahl als zuzustimmen, da sie weiß wie sehr ihre Familie von ihrem Verlobtem abhängig ist.
Sonja und Tomo sind zwei Menschen mit einem schwierigen Schicksal. Liebe existiert zwischen den beiden keine. Doch wird das auch so bleiben?

## Rollenbesetzung

### Hauptdarsteller
| Schauspieler          | Rollenname                |
| --------------------- | ------------------------- |
| Tara Rosandić         | Sonja Lončar              |
| Ivan Herceg           | Tomo Vitez                |
| Momčilo Otašević      | Ranko Novak               |
| Martina Stjepanović   | Goga                      |
| Dora Arar             | Maša Vitez                |
| Nives Celzijus        | Snježana Mamić            |
| Olga Pakalović        | Branka Vitez              |
| Ksenija Pajić         | Edita Leskovar            |
| Sanja Vejnović        | Jasna Lončar              |
| Csilla Barath Bastaić | Dina Barić                |
| Saša Anočić           | Milan Lončar              |
| Marko Petrić          | Vlado Lončar              |
| Sementa Rajhard       | Emina Tabaković           |
| Dado Ćosić            | Blaženko „Blaž“           |
| Mladen Vulić          | Mario „Rus“               |
| Ljubomir Kerekeš      | Zdenko „Professor“ Majdak |
| Krunoslav Klabučar    | Štef Barić                |
| Asja Jovanović        | Blaženka                  |
| Martina Čvek          | Helena Vitez              |

### Nebendarsteller
| Schauspieler          | Rollenname                            |
| --------------------- | ------------------------------------- |
| Slavko Sobin          | Damir Vitez † (in Rückblenden)        |
| Sara Moser            | Marija Vitez † (in Rückblenden)       |
| Lana Gojak            | junge Edita Leskovar (in Rückblenden) |
| Sara Duvnjak          | Asja Tabaković †                      |
| Dražen Mikulić        | Herr Grgić                            |
| Jasna Palić-Picukarić | Dr. Jurić                             |
| Armin Omerović        | Inspektor Hrvoje Bulić                |